# Paralaea beggaria
Paralaea beggaria är en fjärilsart som beskrevs av Achille Guenée 1858. Paralaea beggaria ingår i släktet Paralaea och familjen mätare. Inga underarter finns listade i Catalogue of Life.